# مولاح
مولاح (به لاتین: Mulah) یک منطقهٔ مسکونی در مالدیو است. مولاح ۱٬۴۴۷ نفر جمعیت دارد.